# Ropcha
Ropcha (en russe : Ропша) est un village suburbain du raïon de Lomonossov de l’oblast de Léningrad, en Russie. 

## Géographie
Il est situé à environ 20 km au sud de Peterhof et à 49 km au sud-ouest du centre de Saint-Pétersbourg, à 80 mètres d’altitude. 

## Le palais de Ropcha
L’ensemble du palais et des parcs du village de Ropcha fait partie du « Centre historique de Saint-Pétersbourg » classé au Patrimoine mondial de l'UNESCO. C'est ici que fut assassiné l'empereur Pierre III en juillet 1762.
Le palais de Ropcha devait être restauré pour y ouvrir un hôtel de luxe en 2010, projet qui a avorté. Le palais, construit pourtant par Bartolomeo Rastrelli pour l'impératrice Élisabeth, a été complètement abandonné dans les années 1970. Il tombe en ruines et a presque disparu.